# 삼성 NX 미니

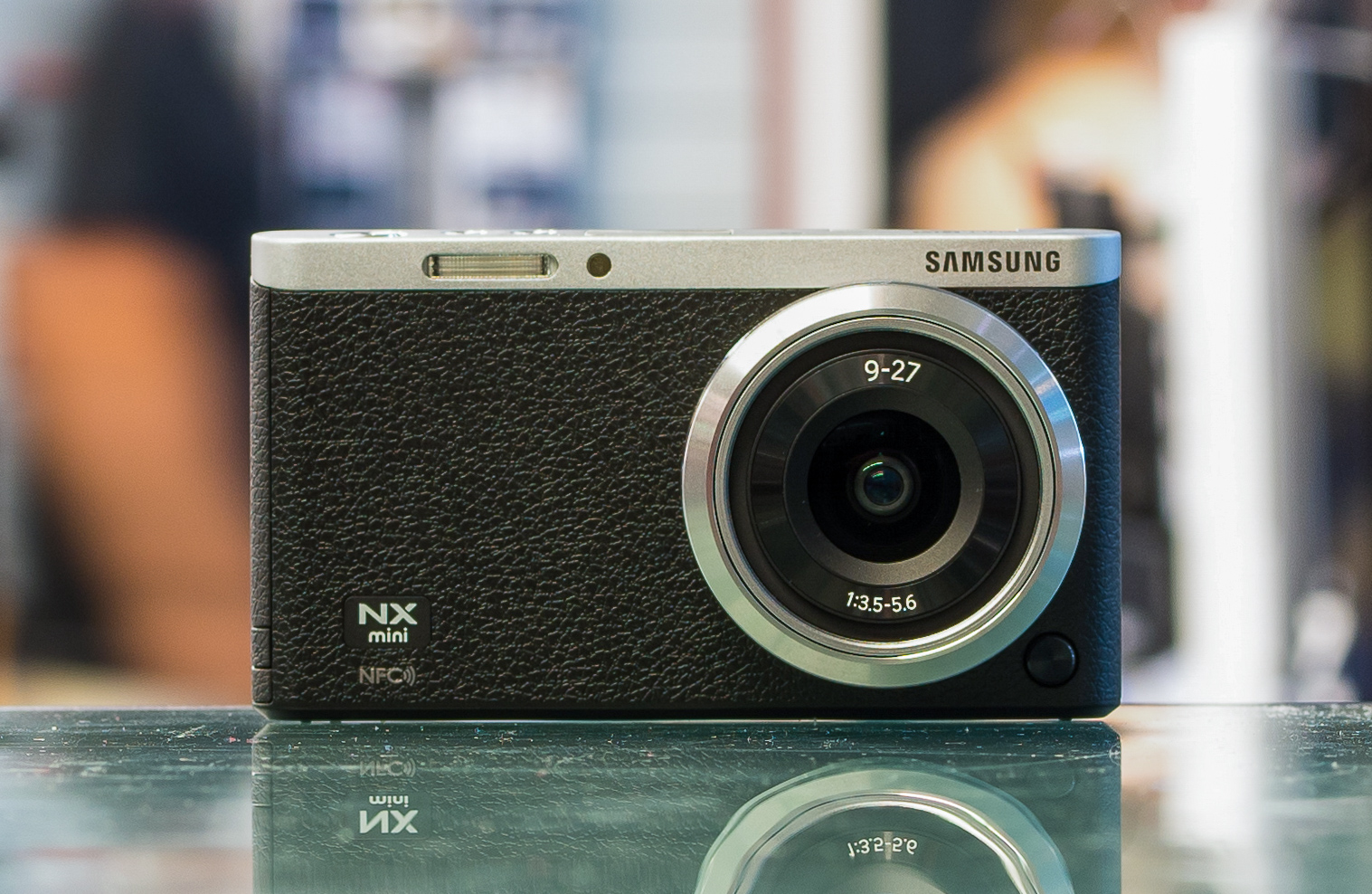
삼성 NX 미니.

삼성 NX 미니(Samsung NX mini, 삼성 NX-M)는 2014년 3월 19일 삼성이 발표한 디지털 레인지파인더 스타일의 렌즈 교환식 미러리스 카메라이다.

## 디자인 기능
NX 미니는 셀카 모드를 갖추고 있는데, 후면 화면을 얼굴 방향으로 뒤집으면 카메라를 뒤집을 수 있고 윙크하면 셔터 개방을 위해 2초 카운트다운 타이머를 시작한다. 사진들은 N 미니가 온보드 와이파이를 사용하여 연결되거나 NFC를 통해 호환 스마트폰에 전송될 때 플리커와 드롭박스를 통해 공유할 수 있다.

## NX 미니 2
2015년 6월, NX 미니 2에 대한 루머가 돌았다. 유출된 사양에 따르면 NX 미니 2는 고해상도 4K 동영상 녹화와 교환 가능한 전면 덮개를 갖추게 된다. AMOLED 후면 화면의 동일한 센서와 용량이 조금 더 작아진 배터리를 사용하게 된다(1820 mAh 대 2330 mAh).

## 렌즈
1인치 타입 센서를 사용하는 NX 미니는 삼성 NX-M 렌즈 마운트를 사용한다. 어댑터(ED-MA4NXM)는 삼성 NX 마운트를 사용하는 더 큰 렌즈를 마운트하기 위해 별도로 구매할 수 있으며, 이는 APS-C 센서용으로 설계되어 있다.
| 초점거리 | 35mm EFL    | 화각       | 디자인       | 디자인                | 디자인                              | 디자인        | 기능   | 기능     | 필터 크기 |
| 초점거리 | 35mm EFL    | 화각       | 조리개       | 구조                  | 크기                                | 무게          | OIS    | 팬케이크 | 필터 크기 |
| -------- | ----------- | ---------- | ------------ | --------------------- | ----------------------------------- | ------------- | ------ | -------- | --------- |
| 9mm      | 24.3mm      | 83.4°      | f/3.5-11     | 6E/5G (1A, 1ED, 1XHR) | 50 mm × 12.5 mm (1.97 in × 0.49 in) | 31 g (1.1 oz) | 아니요 | 예       | 없음      |
| 9-27mm   | 24.3-72.9mm | 83.4-33.1° | f/3.5~5.6-11 | 9E/8G (1A, 1ED)       | 50 mm × 29.5 mm (1.97 in × 1.16 in) | 73 g (2.6 oz) | 예     | 예       | 39mm      |
| 17mm     | 45.9mm      | 50.5°      | f/1.8-11     | 8E/5G (2A, 1XHR)      | 50 mm × 27.5 mm (1.97 in × 1.08 in) | 55 g (1.9 oz) | 예     | 예       | 39mm      |

참고
1. ↑  Lens construction, consisting of:[3]   - E: number of elements
  - G: number of cemented groups
  - A: number of aspherical elements
  - ED: number of "extra-low dispersion" elements
  - XHR: number of "extreme high refractive" elements
2. ↑  Listed as maximum diameter × length
3. ↑  "Optical Image Stabilizer" (moving-element type)
4. ↑  "Pancake" type compact lens

## 같이 보기
- 삼성 NX 마운트
- 니콘 1 시리즈